# Латеральный атлантоосевой сустав
Латеральный атлантоосевой сустав (лат. Articulatio atlanto-axialis lateralis) — парный сустав. Образован нижними суставными поверхностями I шейного позвонка и верхними суставными отростками эпистрофея. Его суставные поверхности плоские и ровные, в связи с чем в суставе может происходить скольжение атланта по отношению ко II шейному позвонку во всех направлениях.
В то же время латеральные атлантоосевые суставы составляют комбинированное сочленение с срединным атлантоосевым суставом и поперечной связкой атланта, которая натянута между внутренними поверхностями латеральных масс I шейного позвонка. В этом комплексе суставов происходит единственное движение — вращение головы.